# 666 (группа)
666 (англ. «six six six», рус. «шесть, шесть, шесть», «шестьсот шестьдесят шесть») — немецкая музыкальная группа, работавшая в стиле Hard House.
За время своего существования на сцене им удалось добиться следующих результатов: 15 золотых премий, 4 платиновых, попадание в музыкальные чарты более 30 раз, 4 миллиона проданных музыкальных копий. Группа добилась высокого уровня известности во многих странах мира — Испании, Швеции, Финляндии,Эстонии,Нидерландах, Канаде, Австралии, России, Чехии, Португалии, Польше, Италии, Мексике, Аргентине и даже в Корее, Тайване, Таиланде, Сингапуре. 666 наряду с ATB, Scooter и Brooklyn Bounce возможно (учитывая показатели продаж) самый известный немецкий коллектив, пишущий танцевальную музыку. За время творческой деятельности было выпущено пять альбомов и семнадцать синглов. Вероятно самое популярное из когда-либо написанных музыкальных произведений группы — хит-сингл (англ. «Hit-Single») «Paradoxx». В канадских чартах продаж (англ. «Sales Charts») он держался сто двенадцать недель — беспрецедентный факт для музыки.

## История

### Activate
В далёком 1994 году ещё никто не предполагал, что творческий тандем двух немецких продюсеров Томаса Детерта (Thomas Detert) и Майка Грисхаймера (Mike Griesheimer) выльется в последующем в покорение танцевальных чартов всего мира. В то время это были заурядные DJ, состоящие в Eurodance группе Activate. Во времена рассвета этого музыкального стиля подобными коллективами была наполнена вся германская танцевальная сцена. Группы рождались и умирали, не успев даже выпустить второй сингл; обычно это были однообразно звучащие проекты, где повсеместно использовался женский вокал во всех формах мелодичного построения: мажорный, минорный, меланхоличный, эпатажный, позитивный. Сама музыка играла роль некоего сопровождения, лишь фактором аранжировки для вокала певиц. Именно в это время к Томасу и Майку стали приходить идеи по привнесению радикально нового звучания в единообразный стиль евроденса. В коллективе Activate было ещё два продюсера — Андреас Хёттер (Andreas Hoetter) и Александр Штипель (Alexander Stiepel), а также вокалистка — Хелен Смит (Helen Smith). Сама концепция стандартного евроденс-проекта тяготила Томаса и Майка. Их творческий позыв требовал революционности звука, новых форм и форматов. Через два года существования группы, они решили выйти из её состава, чтобы всецело сосредоточиться на своих планах по созданию собственного музыкального проекта, где они играли бы ключевую роль. Так было положено начало существования неоднозначного коллектива — 666.

## Альбомы
По факту номерными альбомами являются только «Paradoxx» и «Who’s Afraid Of...?». Остальные издания представляют собой компиляции с разными пропорциями нового материала или новых редакций старых треков, включая некоторые редкие ремиксы. Компиляция «The Ways Are Mystic» включает в себя несколько ранее не издававшихся треков. Уникальным по треклисту было также и её русское издание — до 2012 года, когда пошла волна переизданий старых релизов в цифровом формате (см. раздел «Факты» .
- 1998 Paradoxx
- 1999 Nightmare
- 2000 Who’s Afraid Of…?
- 2002 Hellraiser
- 2007 The Ways are Mystic (Best Of Hits Collection)
- 2012 Darkness (The Twelve Inch Collection Vol. I)
- 2013 More Darkness (The Twelve Inch Collection Vol. 2)
- 2013 Immortal (Hits Remixed)

## Синглы
- 1997 Alarma!
- 1997 Alarma! (Remixes From Deep Down)
- 1998 Diablo
- 1998 Amokk
- 1998 Paradoxx
- 1999 I’m Your Nightmare
- 1999 Get Up 2 Da Track (666 Is Back!)
- 1999 Bomba!
- 1999 The Demon
- 2000 D.E.V.I.L.
- 2000 Dance 2 Disco
- 2000 The Millennium Megamix
- 2001 Supa-Dupa-Fly
- 2001 Supa-Dupa-Fly (New Edition)
- 2002 Rhythm Takes Control
- 2003 Insanity
- 2004 Dance Now! (Limited Edition)
- 2005 Policía
- 2005 Atención (совместно с DJ Bonito)
- 2005 Supadupafly 2005 (совместно с Jens O.)
- 2010 Whoomp!Supadupafly (мэшап с Tag Team)
- 2011 Sexy Loca
- 2012 Abracadabra (Magic People - Voodoo People)
- 2012 Back On Demand
- 2012 Abracadabra 2k12 (версус Generation Mombathon)
- 2012 Ruiba!
- 2012 Superstar DJ
- 2012 Amokk 2012 (версус Nuff!)
- 2012 Megamix Collection
- 2013 Super Fly Chicks (Rock Da Place)
- 2015 World Of Tuning
- 2017 Exit The Arena
- 2018 Supadisco Megamix
- 2020 When The Shit Hits The Fan! (совместно с Galaxee)
- 2020 Dirty Puta
- 2020 Boom! Rebel! Yell!

Цифровой лейбл Hype Traxx (Франция) переиздал в 2010 году многие синглы группы, включив в релизы редкие UK, итальянские и французские версии треков.
В 2012-2015 гг. группа переиздала все свои синглы и альбомы с подборкой редких версий треков и абсолютно новыми ремиксами на собственном подлейбле «Airbase classics» (где также переиздавались прочие написанные ими треки под разными псевдонимами или спродюсированные для других исполнителей).

## Факты
- Дебютный сингл «Alarma!» был ремейком одноимённой песни Activate. Впоследствии ещё один сингл старого проекта, «Let the rhythm take control» послужил основной для трека «Rhythm takes control».
- Несмотря на немецкое происхождение «666», большинство композиций группы звучат на испанском языке.